# Masalia fuscostriata
Masalia fuscostriata là một loài bướm đêm trong họ Noctuidae.